# 尤·奈斯博
尤·奈斯博（挪威語：Jo Nesbø，1960年3月29日—）是挪威的暢銷小說作家。

## 生平
奈斯博出道前曾是一名金融業經紀，又藉公餘時間與友人合組「那裡的誰」樂團，成為全國知名的搖滾巨星。不過於1996年至97年期間，奈斯博毅然放下工作與音樂，去澳洲避世。在澳洲時，奈斯博開展他的寫作生涯，寫下了他的處女作《蝙蝠》，《蝙蝠》於1997年秋天出版，隨后為奈斯博贏得玻璃鑰匙獎、年度北歐最佳犯罪小說等獎項。奈斯博則全職寫作，後來他又獲提名國際匕首獎及愛倫·坡獎等國際文壇獎項。

## 作品列表

### 哈利警探系列
- 蝙蝠
- 蟑螂
- 知更鳥的賭注
- 復仇女神的懲罰
- 魔鬼的法則
- 救贖者
- 雪人
- 獵豹
- 幽靈
- 警察
- 焦渴者
- 刀

### 非系列作
- 獵頭遊戲
- 馬克白（挑戰莎士比亞系列）